# Delaware State Route 20
Die Delaware State Route 20 ist eine in Ost-West-Richtung verlaufende State Route im US-Bundesstaat Delaware.
Die State Route beginnt an der Grenze zu Maryland westlich von Seaford und endet nach 69 Kilometern in Fenwick Island an der Delaware State Route 1. Kurz von Fenwick Island haben die DE 20 und die DE 54 den gleichen Verlauf.